# Gran Meteor
Gran Meteor, també dit l'Altiplà submarí de Gran Meteor, és un guyot que forma la muntanya submarina més gran de l'oceà Atlàntic Nord amb un volum de 24 000 km³. Forma part dels Monts Submarins Seewarte, situats sobre una plana abissal a la meitat de l'oceà, al sud de l'Altiplà de les Açores i a l'oest de Canàries. L'escorça terrestre subjacent a Gran Meteor té una edat de 85 milions d'anys, deduïts de l'anomalia magnètica 34 (An34) en aquesta ubicació.
El cim superficial i pla del Gran Meteor, variant entre els 150 i els 300 metres sota el nivell de la mar, suggereix que va poder haver emergit en algun moment antigament. Està cobert per una gruixuda capa de 150 a 600 metres composta de calcària, roques piroclàstiques i arenisques bioclàstiques. Alguns basalts obtinguts de la part superior dels flancs aquest i sud-est de la muntanya submarina han estat datats en 10,7 i 16,3 milions d'anys, respectivament. La mostra més antiga ha estat datada en 17 milions d'anys.
Existeixen dues petites muntanyes submarines just al sud-oest de Gran Meteor i estan envoltats per la línia batimètrica de -3.800 m. Són la muntanya submarina Closs, amb una orientació aproximada NNE-SSW, amb el seu pic a 1400 metres de profunditat i cobrint una àrea d'aproximadament 390 km², i la muntanya submarina Petita Meteor, situada al NNE de Closs, amb més de 960 km² i una superfície plana a 400 metres per sota del nivell de la mar.
El vaixell de recerca alemany Meteor va descobrir la muntanya submarina entre 1925 i 1927. Se li va donar el nom de Banc Gran Meteor, una designació que encara s'usa en el nomenclátor oficial de la Carta Batimètrica General dels Oceans.

## Formació
El punt calent de Nova Anglaterra va formar les Muntanyes Blanques fa entre 100 i 124 milions d'anys quan el continent nord-americà va ser elevat de la mar. Quan el continent va anar derivant cap a l'oest, el punt calent va ser desplaçat gradualment. Més al sud, aquest punt calent va formar la muntanya submarina Ós, la més antiga de la serralada submarina, aproximadament fa 100 a 103 milions d'anys. Al llarg de milions d'anys, es van continuar creant la resta de muntanyes submarines, finalment culminant en la Muntanya Nashville aproximadament fa 83 milions d'anys. Quan l'oceà Atlàntic va continuar la seva extensió, el punt calent finalment va arribar on és avui dia, formant la Muntanya Gran Meteor on es troba avui. La Datació Radiomètrica de basalt del Gran Meteor ha obtingut l'edat d'aquesta muntanya amb entre 11 i 16 milions d'anys, havent-se format el con volcànic submarí possiblement fa 22 milions d'anys.

## Ecologia
La condició ecològica única de la Muntanya Gran Meteor queda palesa a través de certes espècies de copèpodes i nematodes endèmics que s'han registrat aquí.